# Societatea Scriitorilor Români
Societatea Scriitorilor Români (S.S.R.) a fost creată în anul 1909 și a funcționat sub această denumire pînă în martie 1949. Succesoarea ei este Uniunea Scriitorilor din România (U.S.R.).
Printre președinții S.S.R. s-a numărat și Niculae I. Herescu. Ultimul președinte al S.S.R. a fost Victor Eftimiu, până în 1949, când U.S.R. „a apărut” prin fuzionarea între S.S.R. și Societatea Autorilor Dramatici.

## Istoric
Primele încercări de a crea organizații de scriitori în România datează după unele surse din 1821, 1827, 1831. Începutul propriu-zis se face cu Asociația literară Română din 1848 dar aceasta nu funcționează. O entitate numită Societate Literară Română a fost fondată în 1866, inaugurată în 1867, transformată în Societatea Academică Română și ulterior, din 1879, în Academia Română. Preocupările de început ale Academiei au fost filologice, extinse apoi la domeniile științei, culturii și artei.
Dar prima Societate a Scriitorilor Români (SSR) s-a ivit ca proiect în 1908 și a fost pusă în funcțiune de o adunare generală de 47 de scriitori la 2 septembrie 1909. Comitetul de conducere al noii societăți i-a avut ca președinte pe Mihail Sadoveanu și ca vicepreședinte pe Dimitrie Anghel. În 1911, noul președinte, Emil Gârleanu a obținut recunoașterea SSR ca „Persoană morală.”
A urmat la conducere criticul Mihail Dragomirescu. În timpul primului război mondial SSR a funcționat în refugiu la Iași. În perioada 1926-1932, Societatea Scriitorilor Români a fost condusă de Liviu Rebreanu, ales an de an timp de șapte ani consecutiv. A fost în opinia istoricilor literari cea mai bună perioadă a S.S.R. După 1944 s-au exercitat asupra S.S.R. presiuni politice din partea noii puteri, epurări etc. Conferința de fuziune între S.S.R. și Societatea Autorilor Dramatici, din martie 1949 marchează înființarea Uniunii Scriitorilor din R.P.R., ulterior din R.S.R., devenită U.S.R. în 1990.